# Жан Марі Леон Дюфур
Жан Марі Леон Дюфур (фр. Léon Jean Marie Dufour, 10 квітня 1780, Сен-Севе — 18 квітня 1865, Сен-Севе) — французький ентомолог.
Був спочатку лікарем. Дюфур здобув популярність численними дослідженнями над анатомією павуків та комах, а також над перетвореннями останніх; він відкрив грегарін і оприлюднив у 1811–1861 роках численні статті в «Annales des sciences naturelles» та «Annales de la Société Entomologique de France», він надрукував, між іншим, «Recherches sur les hemipteres» (П., 1833).